# Kamāleh
Kamāleh (persiska: كَمالِه, کماله) är en ort i Iran.   Den ligger i provinsen Kurdistan, i den nordvästra delen av landet, 500 km väster om huvudstaden Teheran. Kamāleh ligger 1 579 meter över havet och antalet invånare är 786.
Terrängen runt Kamāleh är huvudsakligen bergig, men åt nordväst är den kuperad.Runt Kamāleh är det ganska glesbefolkat, med 42 invånare per kvadratkilometer. Närmaste större samhälle är Nowdeshah, 9,8 km söder om Kamāleh. Trakten runt Kamāleh består i huvudsak av gräsmarker.